# Cornel Damian

Cornel Damian (n. 8 mai 1960, Jibou, regiunea Cluj) este un cleric romano-catolic, din anul 2003 de episcop auxiliar al Arhidiecezei Romano-Catolice de București.

## Biografie
Cornel Damian s-a născut la data de 8 mai 1960, în orașul Jibou, pe atunci reședință de raion în cadrul regiunii Cluj, într-o familie greco-catolică. A locuit împreună cu familia sa în orașul Turnu Severin, unde a absolvit școala generală și liceul. Pentru că familia lui s-a mutat la Turnu Severin, iar Biserica Greco-Catolică se afla în clandestinitate, tânărul Cornel Damian a fost format în Biserica Romano-Catolică, începând cu catehismul în parohie până la seminarul teologic. 
A efectuat studii de filosofie și teologie în perioada 1980-1986 la Seminarul Romano-Catolic "Sf. Iosif" din Iași, iar la data de 22 iunie 1986 a fost sfințit preot în Catedrala Sf. Iosif din București de către episcopul Ioan Robu, fiind încardinat în Arhidieceza Romano-Catolică de București. 
După sfințirea sa ca preot, a activat începând de la 1 august 1986 ca preot-vicar la Parohia Cioplea din București, iar între anii 1987-1998 a fost preot-paroh la Parohia "Sf. Cruce", unde a construit biserica nouă. În același timp a fost profesor de teologie morală la Institutul Teologic Romano-Catolic pentru Laici "Sfânta Tereza" din București (1991-1998). 
În perioada 1998-2002 a studiat Dreptul Canonic la Facultatea de Drept Canonic din cadrul Universității Pontificale Gregoriana din Roma, interesându-se mai cu seamă de aspectele juridice din cadrul relațiilor diplomatice dintre România și Vatican . Din 1 octombrie 2002 este Vicar General al Arhidiecezei Romano-Catolice din București (în urma retragerii Mons. Vittorio Luigi Blasutti), paroh la Parohia "Preasfântul Mântuitor" (Biserica Italiană) și profesor de Drept Canonic la Institutul "Sf. Tereza".

## Episcop auxiliar de București
La data de 31 octombrie 2003 papa Ioan Paul al II-lea l-a numit pe Mons. Cornel Damian ca episcop auxiliar al Arhiepiscopiei Romano-Catolice de București cu titlul de episcop titular de Iziriana, vechi centru episcopal din Numidia . A fost consacrat ca episcop la 8 decembrie 2003 în Catedrala Sf. Iosif din București de către arhiepiscopul Ioan Robu de București, asistat de arhiepiscopul Jean-Claude Périsset, nunțiul apostolic în România și Republica Moldova, respectiv de episcopul Petru Gherghel de Iași. 
Cu ocazia consacrării, ÎPS Ioan Robu i s-a adresat noului episcop auxiliar cu următoarele cuvinte: "Dreptul canonic, dragă Cornel, arată că episcopul diecezan cu episcopul auxiliar trebuie să fie una. De mult am trăit aceasta. De mult am colaborat, în faptă și cu sufletul. Această celebrare confirmă ceea ce am trăit, deschizând o colaborare mai strânsă în viitor, înălțat fiind la preoția supremă" . 
P.S. Cornel Damian s-a implicat mult pe plan social în cadrul Arhidiecezei. El a criticat concubinajul, o "modă" existentă printre tinerii din ziua de astăzi, afirmând că părinții trebuie să aibă mai multă grijă față de copii, încercând să le pună în față aspectele vieții creștine, în prietenie cu Dumnezeu . De asemenea, PS Cornel a sprijinit și înființarea Asociației Familiilor Catolice din Arhidieceza de București. 
Episcopul Cornel Damian a condus în perioada 2006-2008, alături de arhiepiscopul Ioan Robu, mai multe manifestații de protest în vederea stopării construirii imobilului cu patru subsoluri și 19 etaje care se construiește în vecinătatea Catedralei "Sfântul Iosif" din București și care afectează rezistența construcției catedralei . 
Stema episcopală a PS Cornel Damian are ca motto versetul următor: "In Verbo Tuo laxabo retia" ("Doamne, la Cuvântul Tău voi arunca din nou mrejele") (Lc 5,5). Același moto l-a avut și un alt episcop de București, Raymund Netzhammer (1903-1924), călugăr benedictin.